# Blaesoxipha mcalpinei
Blaesoxipha mcalpinei är en tvåvingeart som beskrevs av Guilherme A.M.Lopes 1991. Blaesoxipha mcalpinei ingår i släktet Blaesoxipha och familjen köttflugor. Inga underarter finns listade i Catalogue of Life.